# 1965 en photographie
| Années de la photographie : 1962 - 1963 - 1964 - 1965 - 1966 - 1967 - 1968    |
| Décennies de la photographie : 1930 - 1940 - 1950 - 1960 - 1970 - 1980 - 1990 |

Cet article présente les faits marquants de l'année 1965 en photographie.

## Événements
- février-mars : les sondes lunaires équipées de caméras du Programme Ranger de l'agence spatiale américaine (NASA), Ranger 8 et Ranger 9, réalisent plus de 10 000 photographies de la surface de la Lune.
- Le Musée Réattu à Arles crée un département consacré à la photographie, à l'initiative de Jean-Maurice Rouquette et de Lucien Clergue[1],[2].
- Le photographe britannique John Hedgecoe fonde la chaire de photographie au sein du Royal College of Art à Londres[3].
- L'agence de presse et de photo-reportage Agence Dalmas, fondée en 1955 à Paris, cesse ses activités.
- Commercialisation du Canon Pellix, un appareil photographique reflex mono-objectif à mise au point manuelle.
- Disparition de la marque française d'appareils photographiques Foca, commercialisée par la société Optique et précision de Levallois.

## Photographies notables
- août : publication des phototographies de Daidō Moriyama sur la ville de Yokosuka dans la revue  Camera Mainichi au Japon.

## Livres de photographies
- Hippolyte Bayard, XXV calotypes 1842-1850, Paris, Société française de photographie : portfolio de 25 calotypes tirés par Pierre Gassmann[4],[5].
- Henriette Grindat, La Postérité du soleil, textes d'Albert Camus et René Char, Genève, Edwin Engelberts, 1965, 149-6 p., 30 photographies en noir et blanc, tirage à 120 exemplaires numérotés[6].
- Le cirque d'Izis, Monte Carlo, André Sauret, 171 p. : photographies d'Izis, préface de Jacques Prévert, avec quatre compositions originales de Marc Chagall.
- Lennart Nilsson, Naître (en suédois Ett barn blir till), Stockholm, Bonnier : photographies retraçant l'évolution de l'embryon et du fœtus humains de la conception à la naissance.
- Ferdinando Scianna, Feste Religiose in Sicilia, texte de Leonardo Sciascia, Bari, Leonardo da Vinci Arte, coll. « Piccolo orizzonte », 222 p.
- Lothar Wolleh, Das Konzil : II. Vatikanisches Konzil ; eine Dokumentation, texte d'Emil Schmitz, Stuttgart, Belser, 116-XXV p. : photographies du concile Vatican II à Rome.

édition française en 1966 : Le Concile, concile de Vatican II, traduction d'Yvonne Rosso, Paris, Cercle du bibliophile.

## Études, essais, articles
- Pierre Bourdieu, Luc Boltanski, Robert Castel et Jean-Claude Chamboredon, Un art moyen. Essai sur les usages sociaux de la photographie, Paris, Les Éditions de Minuit, coll. « Le sens commun », 360 p.[7],[8].
- Pierre Bourdieu et Marie-Claire Bourdieu, « Le paysan et la photographie »,  Revue française de sociologie,‎ 1965, p. 164-174 (lire en ligne ).
- Michel-François Braive, L'Âge de la photographie, de Niépce à nos jours, Bruxelles, Éditions de la Connaissance, 368 p.[9].

## Expositions
- janvier : Otto Steinert, Société française de photographie, Paris[10].
- 19 mars - 16 mai : Nadar, Bibliothèque nationale, Paris[11].
- mai - 15 juin : Soixante ans de photographie en France et en Amérique : Edward Steichen, Bibliothèque nationale, Paris[12].
- 25 novembre - 16 janvier 1966 : Todd Webb photographs. Early Western trails and some ghost towns, Amon Carter Museum, Fort Worth.
- 10 décembre - 16 janvier 1966 : Die Kalotypie in Frankreich. Beispiele der Landschafts-, Architektur- und Reisedokumentationsfotografie, Musée Folkwang, Essen[13].
- Un siècle de photographie de Niépce à Man Ray, Musée des arts décoratifs, Paris[14],[15].
- The Art of early photography / L'Art de la photographie à ses débuts, Musée des beaux-arts du Canada, Ottawa.

## Festivals et congrès photographiques
- septembre : photokina, Cologne.

## Prix et récompenses
- Prix Niépce : Thierry Davoust.
- Prix Nadar : Magdeleine Hours.
- Médaille David-Octavius-Hill : Otto Steinert.
- Prix culturel de la Société allemande de photographie : Heinz Hajek-Halke et Felix H. Man (de).
- Prix Robert Capa Gold Medal : Larry Burrows.
- Prix Pulitzer de photographie : Horst Faas pour sa couverture de la guerre du Viêt Nam.
- Prix de la Société de photographie du Japon / prix annuel : Shihachi Fujimoto, Akihiko Okamura / espoirs : Shinzō Hanabusa / contributions remarquables : Eiichi Sakurai.
- Word Press Photo de l'année : Kyōichi Sawada pour sa photographie d'une mère avec ses enfants passant à gué une rivière dans la province sud-vietnamienne de Bình Định pour échapper aux bombardements américains[16].

## Naissances
- 1er janvier : Édouard Levé, photographe et écrivain français, mort le 15 octobre 2007.
- 19 février : Marco Grob, photographe portraitiste suisse.
- 11 juin : Pia Lindman, photographe finlandaise.
- 20 juin : Donata Wenders, photographe allemande.
- 24 août : Laurent Benaïm, photographe français.
- 29 août : Marja Helander, photographe finlandaise d'origine samie.
- 12 octobre : Anja Niedringhaus, photojournaliste allemande et correspondante de guerre, morte le 4 avril 2014.
- 13 octobre : Marko Prezelj, alpiniste et photographe slovène.

- Date précise inconnue ou non renseignée :
  - Elaine Constantine, écrivaine, réalisatrice et photographe britannique.
  - Elena Dorfman, photographe américaine.
  - Natela Grigalashvili, photographe géorgienne.
  - Ron Haviv, photojournaliste américain spécialiste des conflits, cofondateur de l'Agence VII.
  - Frédéric Noy, photographe documentaire et photojournaliste français, lauréat d'un World Press Photo of the Year en 2020.
  - Darcy Padilla, photojournaliste américaine indépendante.
  - Wacław Wantuch, photographe polonais.
  - Olivier Zabat, artiste plasticien, photographe et réalisateur de films documentaires français.

## Décès
- 3 février : Heinz von Perckhammer, photographe autrichien, née le 3 mars 1895.
- 7 mai : Charles Sheeler, peintre et photographe américain, né le 16 juillet 1883.
- 26 mai : Gaston Paris, photographe et photo-journaliste français, né le 10 mars 1903.
- 10 juillet : Bernard Poinssot, photographe portraitiste français, née le 18 mai 1922.
- 26 juillet : Jacques Darche, photographe et graphiste français, né le 8 février 1920.
- 11 octobre : Dorothea Lange, photographe américaine qui a notamment travaillé dans le cadre de la Farm Security Administration, née le 26 mai 1895.
- 2 novembre : Nickolas Muray, photographe américain, né le 15 février 1892.
- 4 novembre [tuée par une mine pendant la guerre du Viêt Nam] : Dickey Chapelle, photojournaliste de guerre américaine, née le 14 mars 1919. Première correspondante de guerre à mourir au Viêt Nam, elle est la première femme américaine reporter morte en zone de combat[17].
- 23 novembre : Élisabeth en Bavière, reine consort des Belges, photographe amateure, née le 25 juillet 1876.
- 30 décembre : Franz Roh, historien de l'art et photographe allemand, né le 21 février 1890.

- Date précise inconnue ou non renseignée :
  - Mitsutarō Fuku, photographe japonais, né en 1898.
  - Teisuke Chiba, photographe japonais, né en 1917.

## Célébrations
Centenaire de naissance
- Giuseppe Avallone
- Wilson Bentley
- Karl Blossfeldt
- Frank Eugene
- I. K. Inha
- Arnold Henry Savage Landor
- Georges Maroniez
- Lucien Merger
- Mariano Moreno García
- Alfred Raquez
- Paul Robert
- Charles Spindler
- Louis Vert
- Anders Beer Wilse

Centenaire de décès
- Alfonso Begué
- Giacomo Caneva
- Rafael Castro Ordóñez
- Clementina Hawarden
- Levi Hill
- Firmin Eugène Le Dien
- Gaspard-Pierre-Gustave Joly
- Livernois
- Gustave Viaud

Bicentenaire de naissance
- Nicéphore Niépce